# Nematolebias
Nematolebias es un género de peces de la familia de los rivulinos, distribuidos por Brasil en lagunas de agua dulce cercanas a la costa.

## Especies
Se reconocen tres especies válidas en este género:
- Nematolebias catimbau Costa, Amorim y Aranha, 2014[3]
- Nematolebias papilliferus Costa, 2002
- Nematolebias whitei (Myers, 1942)